# Hypsirhynchus ferox
Hypsirhynchus ferox är en ormart som beskrevs av Günther 1858. Hypsirhynchus ferox ingår i släktet Hypsirhynchus och familjen snokar.
Arten förekommer på Hispaniola och på mindre öar i regionen. Honor lägger ägg.

## Underarter
Arten delas in i följande underarter:
- H. f. ferox
- H. f. exedrus
- H. f. paracrousis
- H. f. scalaris